# Жолвинец
Жолвине́ц (бел. Жалвінец) — деревня в составе Калатичского сельсовета Глусского района Могилёвской области Республики Беларусь.

## История
Упоминается в 1631 г. как деревня в составе имения Глуск Речицкого повета ВКЛ.

## Население
- 1999 год — 87 человек
- 2009 год — 32 человека